# Thành Đô
Thành Đô (tiếng Trung: 成都; bính âm: Chéngdu; Wade-Giles: Ch'eng-tu, phát âm: zh-Chengdu.oggⓘ), là một thành phố tại tây nam Trung Quốc, tỉnh lỵ tỉnh Tứ Xuyên, là thành phố thuộc tỉnh, đông dân thứ năm Trung Quốc (2005). Thành Đô là một trong những trung tâm giao thông vận tải và giao thương quan trọng của Trung Quốc. Hơn 4000 năm trước, nền văn hóa Kim Sa (金沙 Jinsha) thời kỳ đồ đồng được thiết lập tại khu vực này. Đồng bằng màu mỡ Thành Đô được gọi là "Thiên Phủ Chi Quốc", có nghĩa là "đất nước thiên đường".
Nói về lai lịch của Thành Đô, căn cứ vào những gì được ghi lại trong "Thái Bình Hoàn Vũ Ký", khi đó nhà Tây Chu lập thủ đô, có câu nói "Một năm thành làng, hai năm thành ấp, ba năm thành đô", vì vậy mà gọi là Thành Đô.

## Lịch sử
Trong thời Tam Quốc, nhà Thục Hán (221-263) do Lưu Bị thành lập đã đặt đô ở Thành Đô.
Thời kì Ngũ đại Thập quốc, hai chính quyền Tiền Thục và Hậu Thục cùng đặt đô tại đây.

## Phân chia hành chính
Thành Đô được chia ra làm 20 đơn vị hành chính cấp huyện, bao gồm 12 quận, 5 thành phố cấp huyện và 3 huyện.
- Quận: Cẩm Giang (锦江区), Thanh Dương (青羊区), Kim Ngưu (金牛区), Vũ Hầu (武侯区), Thành Hoa (成华区), Long Tuyền Dịch (龙泉驿区), Thanh Bạch Giang (青白江区), Tân Đô (新都区), Ôn Giang (温江区), Song Lưu (双流区), Bì Đô (郫都区), Tân Tân (新津区)
- Thành phố cấp huyện: Đô Giang Yển (都江堰市), Bành Châu (彭州市), Cung Lai (邛崃市), Sùng Châu (崇州市), Giản Dương (简阳市)
- Huyện: Kim Đường (金堂县), Đại Ấp (大邑县), Bồ Giang (蒲江县)

## Dân số
Năm 2005, dân số thành phố Thành Đô là: 10.700.000, xếp thứ năm sau Thượng Hải, Bắc Kinh, Thiên Tân và Trùng Khánh. Thành Đô là quê hương của nhà văn nổi tiếng Ba Kim.

## Kinh tế
Thành Đô là nơi có nhiều ngành công nghiệp chủ chốt của Trung Quốc. Tứ Xuyên từ lâu là thủ đô thuốc Bắc của Trung Hoa. Thành Đô ngày nay là một trung tâm sản xuất và nghiên cứu dược phẩm của Trung Quốc. Khu công nghệ cao Thành Đô thu hút nhiều dự án công nghệ cao của Intel, Microsoft, và là đại bản doanh của Lenovo.

## Văn Hóa- Giải Trí
Thành Đô là tên 1 bài hát của ca sĩ kiêm nhạc sĩ Triệu Lôi .
Bài hát trong album Chẳng thể trưởng thành-Vô Pháp Trưởng Thành- 无法长大- 21 tháng 12 năm 2016.

## Giao thông
Sân bay quốc tế Song Lưu Thành Đô lớn thứ 6 tại Trung Quốc Đại lục, sau sân bay tại Bắc Kinh, Thượng Hải, Quảng Châu, Thâm Quyến. Năm 2005, lượng khách thông qua sân bay này là 13,89 triệu, xếp thứ 89 trong các sân bay toàn cầu. Thành Đô là thành phố thứ tư của Trung Quốc có các chuyến bay quốc tế.

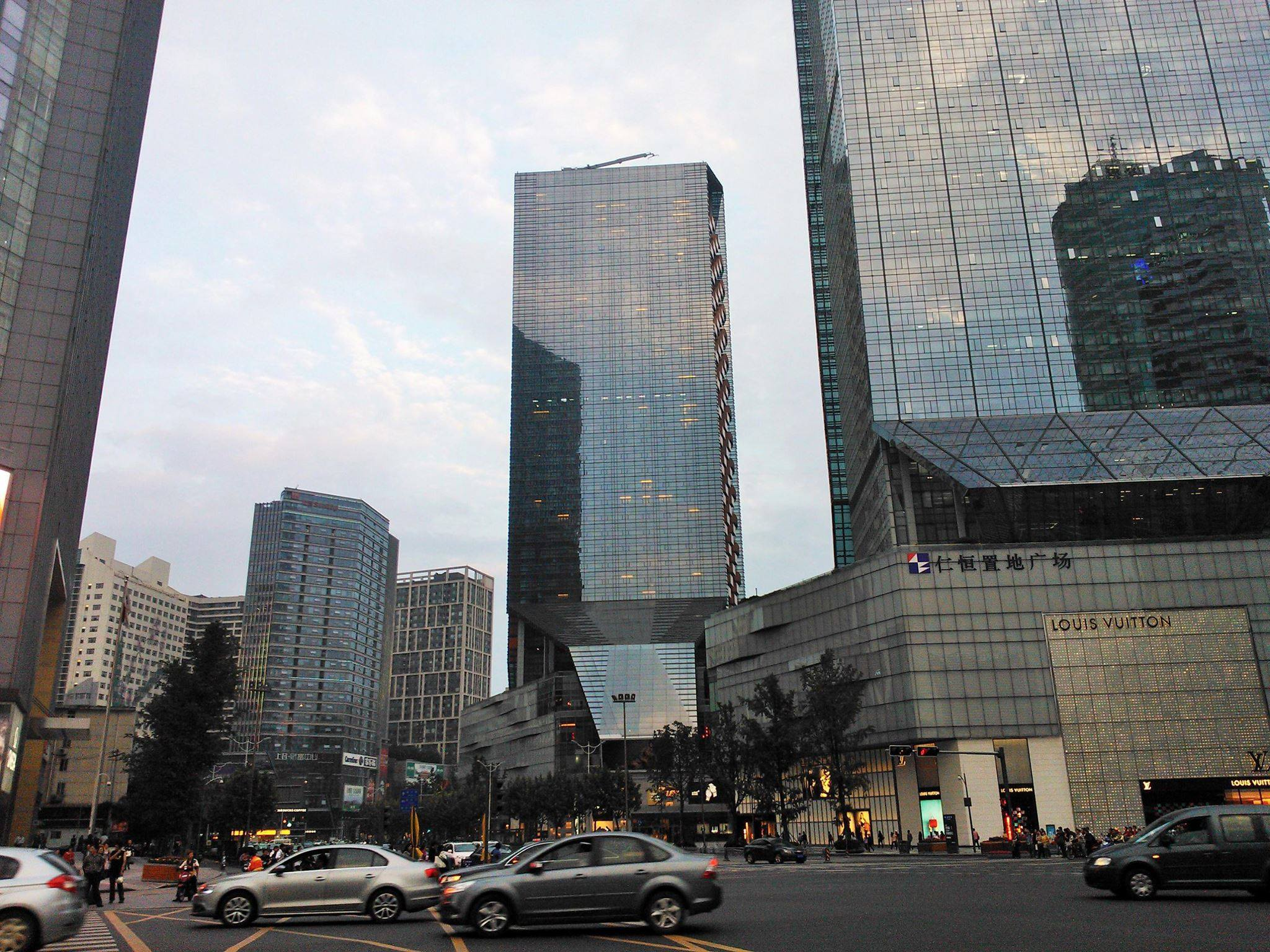
Hồng Chiếu Bích, phía nam đường Nhân dân, Thành Đô
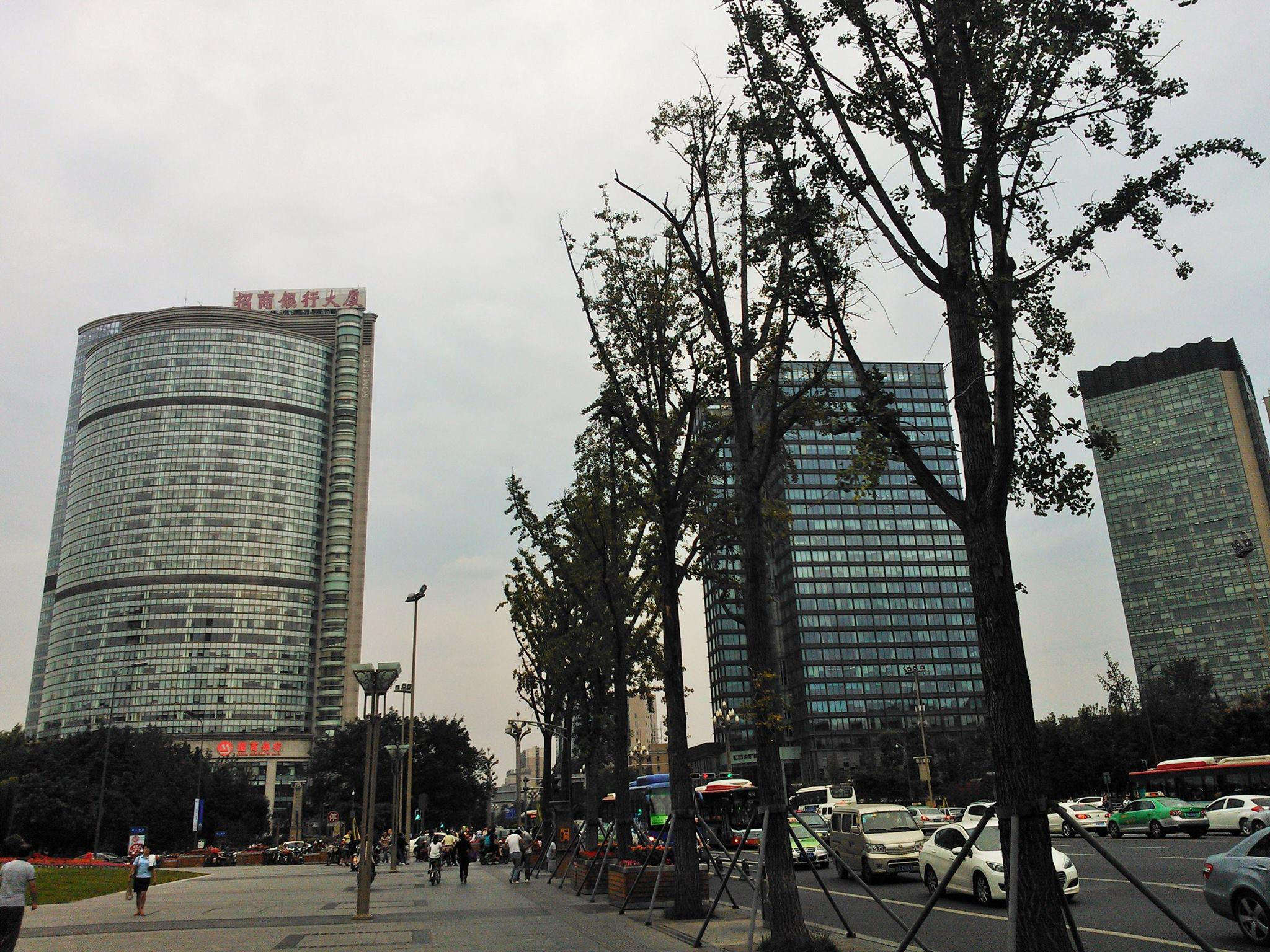
phía nam đường Nhân dân, Thành Đô
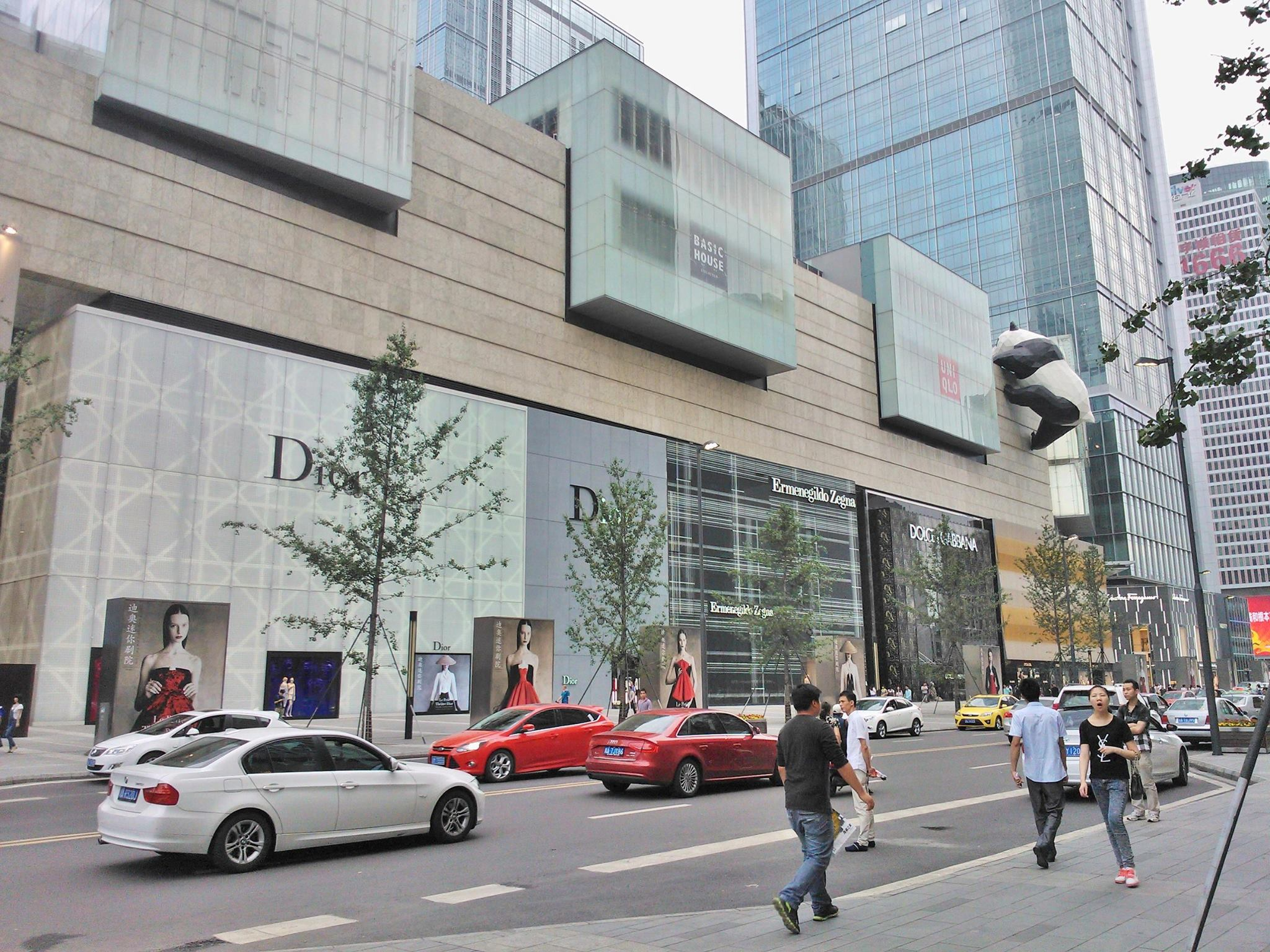
Đường Hồng Tinh, Thành Đô
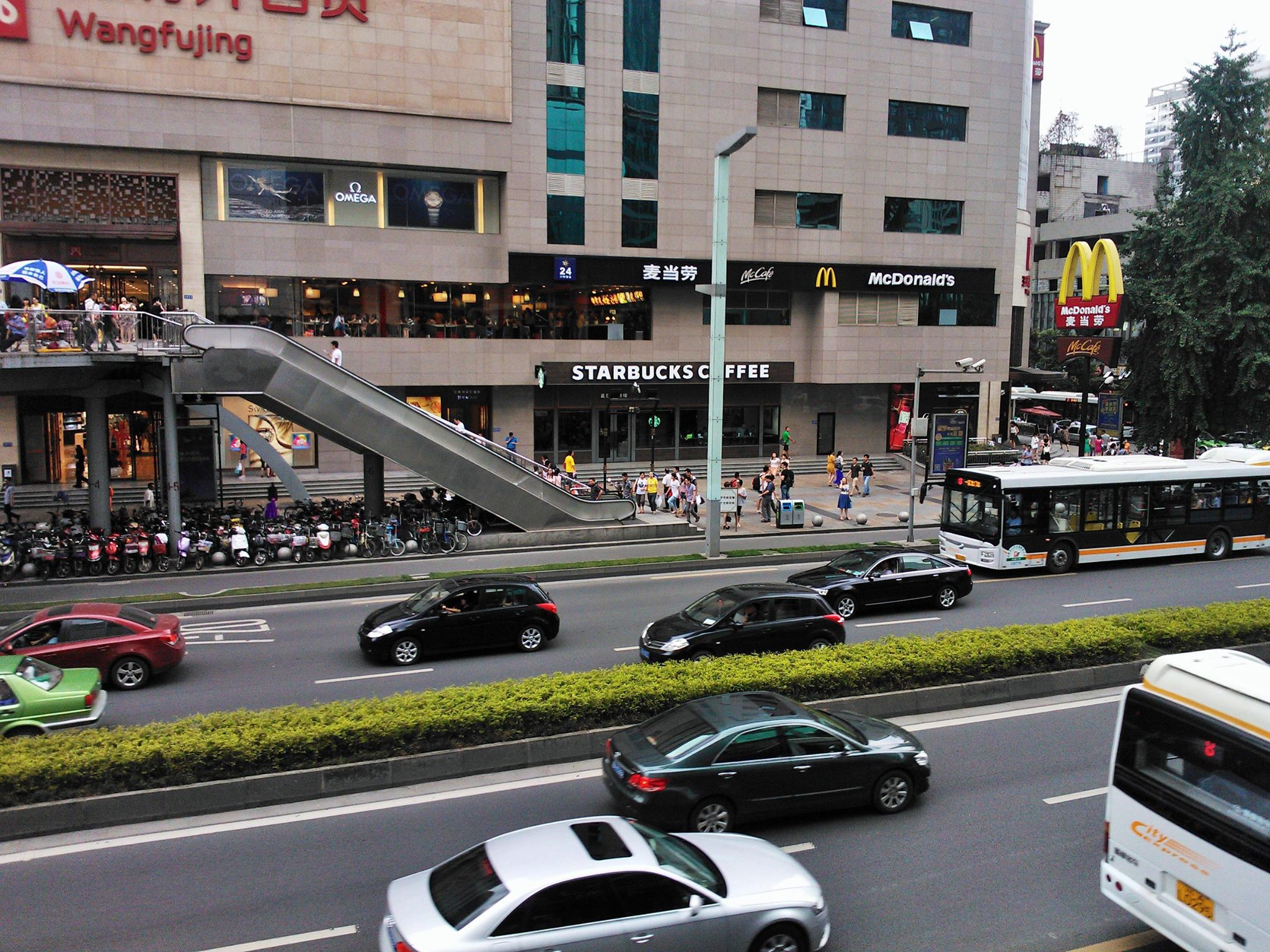
Đường Tổng Phủ, Thành Đô
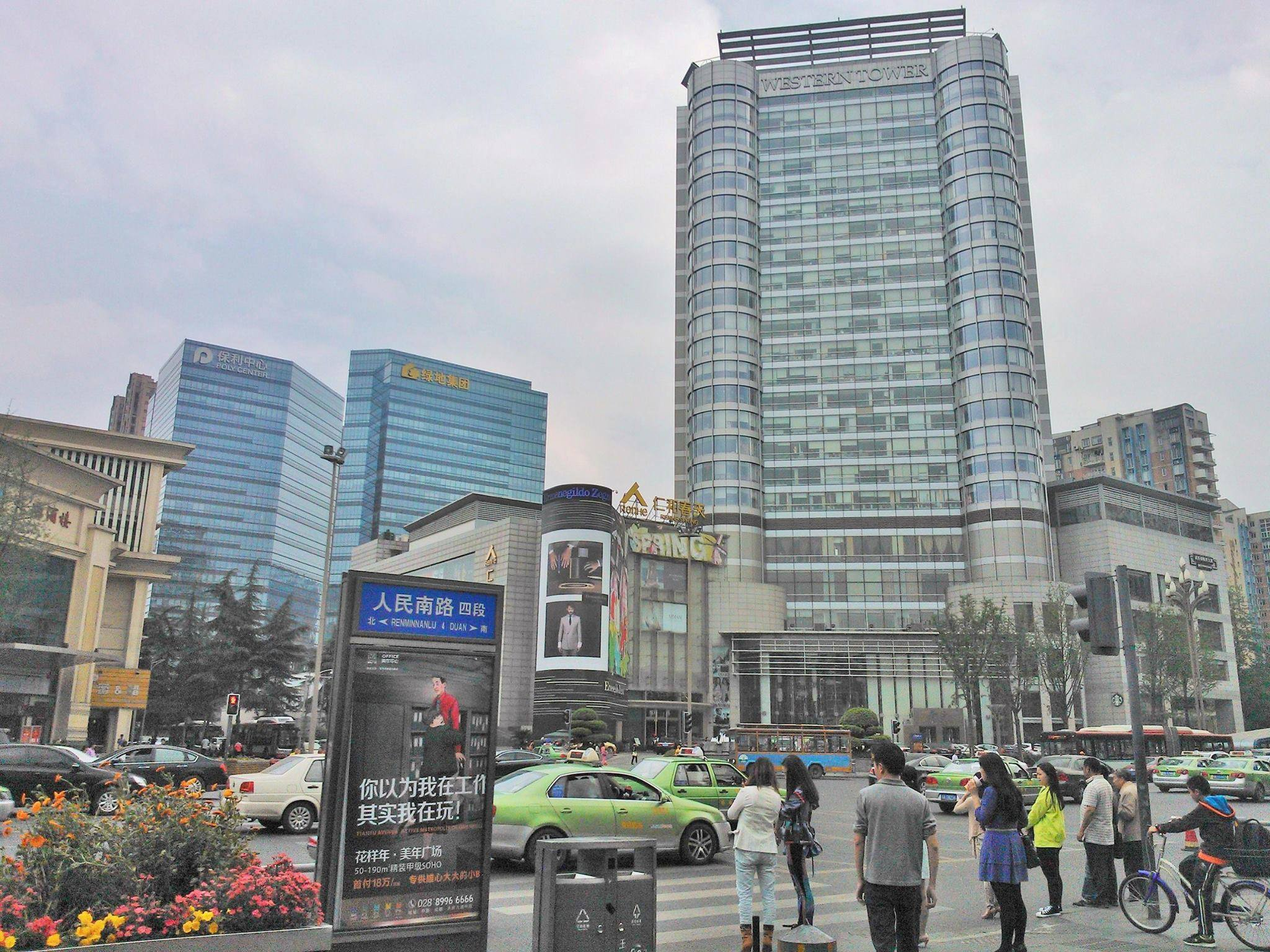
Nghê Gia Kiều, phía nam đường Nhân dân, Thành Đô
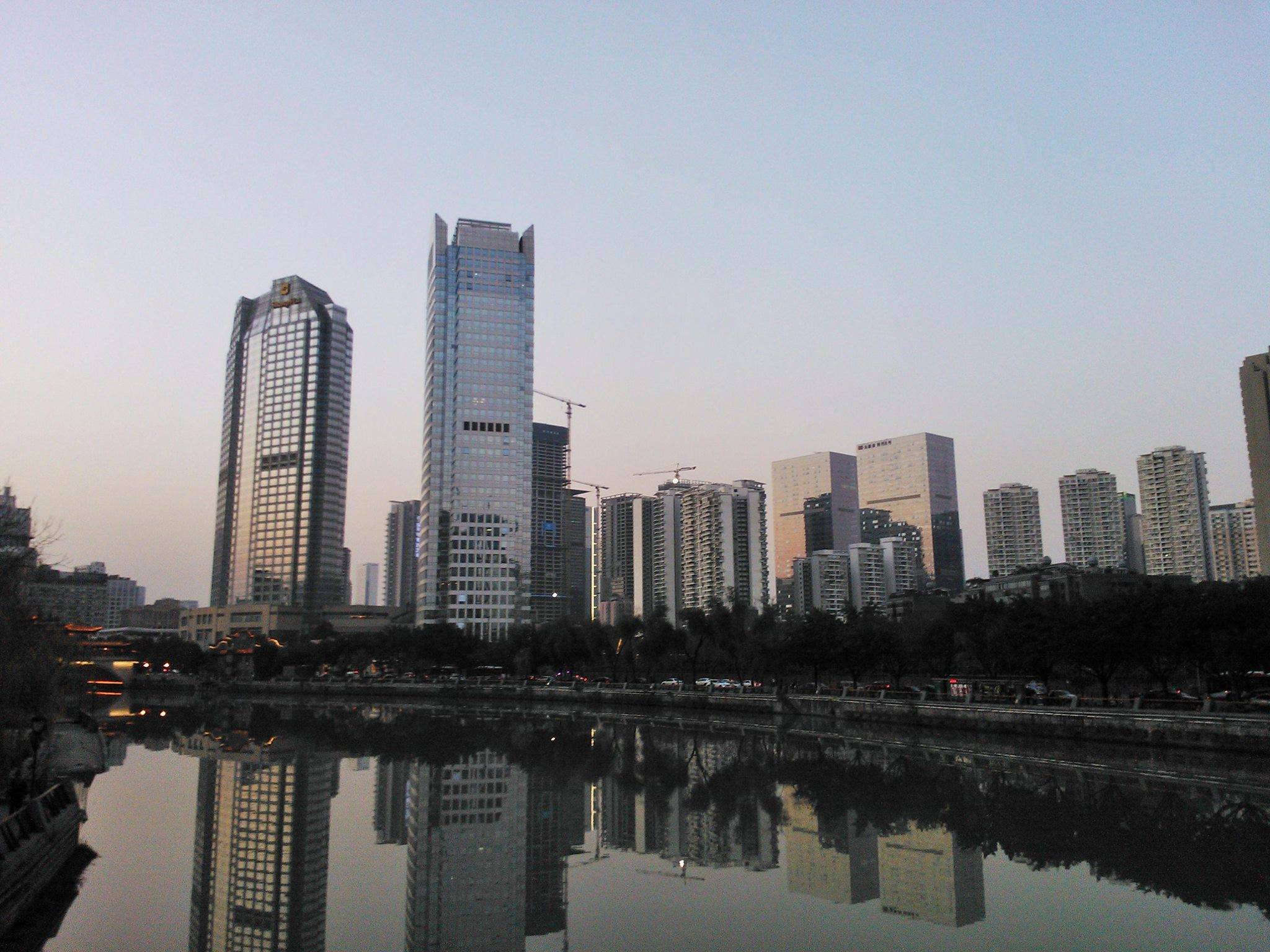
Khánh sạn Shangri-la Thành Đô
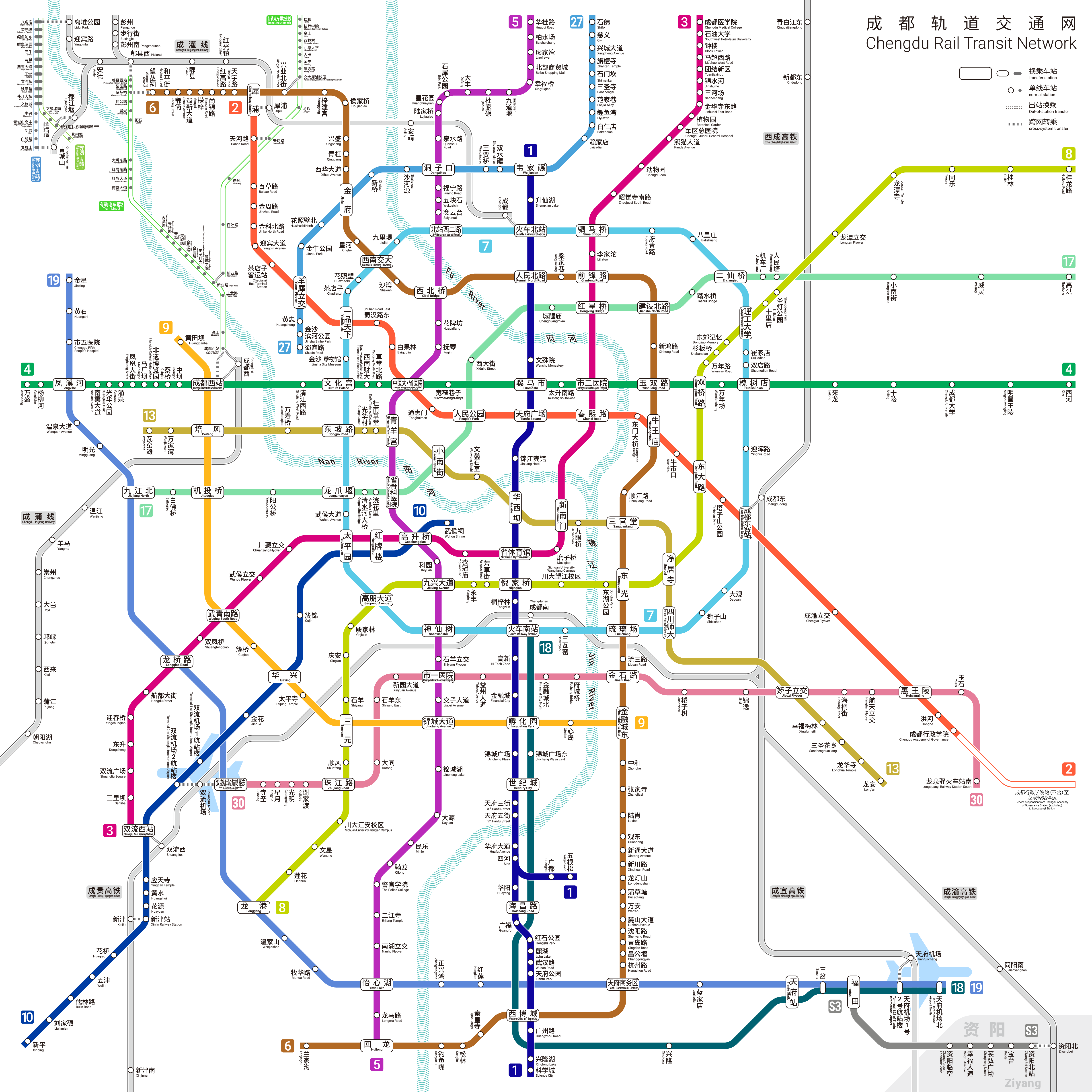
Mạng lưới vận tải đường sắt Thành Đô

## Khí hậu
| Dữ liệu khí hậu của Thành Đô (trung bình vào 1971–2000, cực độ 1951–2013) | Dữ liệu khí hậu của Thành Đô (trung bình vào 1971–2000, cực độ 1951–2013) | Dữ liệu khí hậu của Thành Đô (trung bình vào 1971–2000, cực độ 1951–2013) | Dữ liệu khí hậu của Thành Đô (trung bình vào 1971–2000, cực độ 1951–2013) | Dữ liệu khí hậu của Thành Đô (trung bình vào 1971–2000, cực độ 1951–2013) | Dữ liệu khí hậu của Thành Đô (trung bình vào 1971–2000, cực độ 1951–2013) | Dữ liệu khí hậu của Thành Đô (trung bình vào 1971–2000, cực độ 1951–2013) | Dữ liệu khí hậu của Thành Đô (trung bình vào 1971–2000, cực độ 1951–2013) | Dữ liệu khí hậu của Thành Đô (trung bình vào 1971–2000, cực độ 1951–2013) | Dữ liệu khí hậu của Thành Đô (trung bình vào 1971–2000, cực độ 1951–2013) | Dữ liệu khí hậu của Thành Đô (trung bình vào 1971–2000, cực độ 1951–2013) | Dữ liệu khí hậu của Thành Đô (trung bình vào 1971–2000, cực độ 1951–2013) | Dữ liệu khí hậu của Thành Đô (trung bình vào 1971–2000, cực độ 1951–2013) | Dữ liệu khí hậu của Thành Đô (trung bình vào 1971–2000, cực độ 1951–2013) |
| Tháng                                                                     | 1                                                                         | 2                                                                         | 3                                                                         | 4                                                                         | 5                                                                         | 6                                                                         | 7                                                                         | 8                                                                         | 9                                                                         | 10                                                                        | 11                                                                        | 12                                                                        | Năm                                                                       |
| ------------------------------------------------------------------------- | ------------------------------------------------------------------------- | ------------------------------------------------------------------------- | ------------------------------------------------------------------------- | ------------------------------------------------------------------------- | ------------------------------------------------------------------------- | ------------------------------------------------------------------------- | ------------------------------------------------------------------------- | ------------------------------------------------------------------------- | ------------------------------------------------------------------------- | ------------------------------------------------------------------------- | ------------------------------------------------------------------------- | ------------------------------------------------------------------------- | ------------------------------------------------------------------------- |
| Cao kỉ lục °C (°F)                                                        | 18.0 (64.4)                                                               | 22.7 (72.9)                                                               | 30.9 (87.6)                                                               | 32.8 (91.0)                                                               | 36.1 (97.0)                                                               | 36.0 (96.8)                                                               | 37.3 (99.1)                                                               | 37.3 (99.1)                                                               | 35.8 (96.4)                                                               | 29.8 (85.6)                                                               | 24.9 (76.8)                                                               | 20.3 (68.5)                                                               | 37.3 (99.1)                                                               |
| Trung bình ngày tối đa °C (°F)                                            | 9.3 (48.7)                                                                | 11.2 (52.2)                                                               | 15.9 (60.6)                                                               | 21.7 (71.1)                                                               | 26.0 (78.8)                                                               | 28.0 (82.4)                                                               | 29.5 (85.1)                                                               | 29.7 (85.5)                                                               | 25.2 (77.4)                                                               | 20.6 (69.1)                                                               | 15.8 (60.4)                                                               | 10.7 (51.3)                                                               | 20.3 (68.5)                                                               |
| Trung bình ngày °C (°F)                                                   | 5.6 (42.1)                                                                | 7.5 (45.5)                                                                | 11.5 (52.7)                                                               | 16.7 (62.1)                                                               | 21.0 (69.8)                                                               | 23.7 (74.7)                                                               | 25.2 (77.4)                                                               | 25.0 (77.0)                                                               | 21.2 (70.2)                                                               | 17.0 (62.6)                                                               | 12.1 (53.8)                                                               | 7.1 (44.8)                                                                | 16.1 (61.0)                                                               |
| Tối thiểu trung bình ngày °C (°F)                                         | 2.8 (37.0)                                                                | 4.7 (40.5)                                                                | 8.2 (46.8)                                                                | 12.9 (55.2)                                                               | 17.2 (63.0)                                                               | 20.5 (68.9)                                                               | 22.0 (71.6)                                                               | 21.7 (71.1)                                                               | 18.6 (65.5)                                                               | 14.6 (58.3)                                                               | 9.5 (49.1)                                                                | 4.5 (40.1)                                                                | 13.1 (55.6)                                                               |
| Thấp kỉ lục °C (°F)                                                       | −4.6 (23.7)                                                               | −3.5 (25.7)                                                               | −1.2 (29.8)                                                               | 2.1 (35.8)                                                                | 7.4 (45.3)                                                                | 13.2 (55.8)                                                               | 16.8 (62.2)                                                               | 15.7 (60.3)                                                               | 11.6 (52.9)                                                               | 3.2 (37.8)                                                                | −0.1 (31.8)                                                               | −5.9 (21.4)                                                               | −5.9 (21.4)                                                               |
| Lượng Giáng thủy trung bình mm (inches)                                   | 7.9 (0.31)                                                                | 12.1 (0.48)                                                               | 20.5 (0.81)                                                               | 46.6 (1.83)                                                               | 87.1 (3.43)                                                               | 106.8 (4.20)                                                              | 230.5 (9.07)                                                              | 223.7 (8.81)                                                              | 131.8 (5.19)                                                              | 39.4 (1.55)                                                               | 15.9 (0.63)                                                               | 5.2 (0.20)                                                                | 927.5 (36.52)                                                             |
| Số ngày giáng thủy trung bình (≥ 0.1 mm)                                  | 7.0                                                                       | 8.5                                                                       | 10.9                                                                      | 13.0                                                                      | 14.7                                                                      | 15.2                                                                      | 17.6                                                                      | 15.8                                                                      | 15.6                                                                      | 13.1                                                                      | 7.7                                                                       | 5.2                                                                       | 144.3                                                                     |
| Độ ẩm tương đối trung bình (%)                                            | 83                                                                        | 81                                                                        | 79                                                                        | 78                                                                        | 76                                                                        | 81                                                                        | 86                                                                        | 85                                                                        | 85                                                                        | 85                                                                        | 83                                                                        | 84                                                                        | 82                                                                        |
| Số giờ nắng trung bình tháng                                              | 53.3                                                                      | 51.4                                                                      | 83.1                                                                      | 113.9                                                                     | 121.7                                                                     | 117.2                                                                     | 131.9                                                                     | 155.0                                                                     | 77.6                                                                      | 59.4                                                                      | 57.2                                                                      | 51.6                                                                      | 1.073,2                                                                   |
| Nguồn: Cục Khí tượng Trung Quốc                                           |                                                                           |                                                                           |                                                                           |                                                                           |                                                                           |                                                                           |                                                                           |                                                                           |                                                                           |                                                                           |                                                                           |                                                                           |                                                                           |